# NGC 7014
NGC 7014 ist eine cD-Galaxie vom Hubble-Typ E2 im Sternbild Indianer am Südsternhimmel. Sie ist schätzungsweise 216 Millionen Lichtjahre von der Milchstraße entfernt und hat einen Durchmesser von etwa 110.000 Lichtjahren. Mit weiteren zwölf Galaxien gilt sie als Mitglied der NGC 7038-Gruppe (LGG 441).
Das Objekt wurde am 2. Oktober 1834 von John Herschel entdeckt.